# 裴延俊
裴延俊（5世紀—528年5月17日），字平子，河东郡闻喜县（今山西省运城市闻喜县）人，出自河东裴氏的中眷裴第二房，北魏官员。

## 生平
裴延俊是曹魏冀州刺史裴徽的八世孙，曾祖裴奣是北魏咨议参军、并州别驾，祖父裴双虎是北魏河东郡太守，死后被赠予平远将军、雍州刺史，谥号顺，父亲裴崧是本州主簿，代理平阳郡太守，因为平定平蜀族贼寇丁虫的功劳，被赠予东雍州刺史。
裴延俊早年丧母，侍奉后母以孝顺闻名，涉猎典籍史书，很有写文章的才能，被举荐为秀才。裴延俊以对策高等，被授予著作佐郎，升任尚书仪曹郎，转任殿中郎、太子洗马，又兼任本邑中正及太子友。太子元恂被废黜后，裴延俊按照惯例被免除东宫官职。不久，裴延俊出任太尉掾，兼任太子中舍人。魏宣武帝元恪初年，裴延俊担任散骑侍郎，很快出任雍州平西府长史，加建威将军，入朝担任中书侍郎 。
当时魏宣武帝专心于佛教经典，不重视经典，裴延俊上书劝谏说：“臣听说尧的才智道德是历代君主的榜样，舜的哲学道理是圣贤要典的结晶。汉光武帝刘秀天资神奇睿智，在军中也不忘读书；曹操英明多识，也会在马背上鉴赏典籍。先帝魏孝文帝天赋多种才能，能文能武，经营迁都，手不释卷。确实是因为经史的意义无比深奥，作用和补充非常广泛，所以先圣们军国大事非常辛苦，也不停止阅读圣贤经典。这是先王们的美好的业绩，也是留给后王们的楷模。善足以让人遵循，恶足以让人借鉴。陛下悟性高深，见识独特，在宫廷中设置法座，在朝会时谈论佛教，凡是有幸见到听到的臣民，无不尘俗尽扫，茅塞顿开。然而五经毕竟是治世的标准，六经是规范社会的根本，任何事务都是逐渐发展的，不可一蹴而就，竞逐时尚不一定是好事，必须先粗后精，由近而远。诚恳希望陛下儒学和佛教兼顾，孔子和释迦摩尼并行互存，如此才达到内外都周全，信徒和世俗之人都能心情顺畅的局面。”
裴延俊后出任司州别驾，加镇远将军。等到皇帝诏令设置明堂，群臣广泛议论，裴延俊独自阐述与众不同的议论。太傅、清河王元怿当时监管明堂讨论之事，读了裴延俊的文章笑着说：“您是故意想和仆射相符吧。”裴延俊兼任太子中庶子，很快转任专职，依旧兼任别驾，加冠军将军。魏孝明帝元诩初年，裴延俊升任散骑常侍，负责起居注，加前将军，又加平西将军，出任廷尉卿，转任平北将军、幽州刺史。
范阳郡有一条旧的督亢渠，长五十里，渔阳郡有旧的戾陵等塘堰，方圆三十里，都已荒废多时，无人修复。当时水旱异常，百姓饥饿不堪。幽州平北府长流参军卢文伟劝说裴延俊按照水流的故道修筑督亢陂，裴延俊也认为修复旧的渠堰一定能成功，于是上表请求批准。裴延俊亲自勘测水利地形，根据人力分别督促治理。不久工程竣工，可以灌溉土地百万余亩，效益提高十倍，百姓生产依赖于此。裴延俊又命令主簿郦恽兴修学校，当地礼教大行，百姓作歌谣赞美他。裴延俊在幽州五年，政绩考核为北魏第一。
当时裴延俊的继母随着裴延俊住在蓟县，遇到重病，裴延俊请求侍奉继母回京治病。回京不久，裴延俊出任太常卿。当时汾州山胡依托险峻地势为寇，正平郡、平阳郡二地受害尤其严重，朝廷以裴延俊兼任尚书，为西北道行台，统帅各路军队讨伐山胡，裴延俊不久因为患病被批准回京。三鸟群蛮也纷纷为寇，魏孝明帝准备御驾亲征，裴延俊在病中上书谏诤。裴延俊很快出任七兵尚书、安南将军，转任殿中尚书，加中军将军，转任散骑常侍、中书令、御史中尉，又以本官兼任侍中、吏部尚书。裴延俊在中央的台阁仅仅是循规蹈矩，对于大事并不能裁决和纠正。建义元年四月庚子（528年5月17日），裴延俊在河阴之变中遇害，朝廷赠予都督雍岐豳三州诸军事、仪同三司、中军将军、雍州刺史。

## 其他
裴延俊在廷尉卿任内，廷尉寺曾在夏天在寺旁捕捉到一只狐狸。廷尉丞薛庆之与廷尉正崔纂一个人认为北城狐狸狡猾为害，应该从速杀掉，另一个人则认为当时正是繁育的月份，应该等待秋分。裴延俊和廷尉卿袁翻互相之间也有异议。虽然是戏谑，但是他们的文辞和义理可观，该事迹流传于当世
。

## 儿子
- 裴元直，北魏尚書郎中
- 裴敬猷，北魏员外常侍

## 延伸阅读
[在维基数据编辑]
 《魏書·卷69》，出自魏收《魏书》
 《北史/卷038》，出自李延壽《北史》